# Univerzita v Pise
Universita v Pise se nachází v italském městě Pisa a patří k nejstarším v Evropě. Založena byla papežem Klementem VI. 3. září roku 1343. V současné době má 11 fakult a 57 kateder a spolu s institucemi Scuola Normale Superiore a Scuola Superiore Sant'Anna (SSSA) tvoří Univerzitní systém města Pisa. Součástí školy jsou také knihovny a 13 muzeí a sbírek.
Zpočátku se na univerzitě vyučovalo civilní právo, církevní právo, teologie a medicína. Mezi její nejznámější studenty patřil astronom a fyzik Galileo Galilei, který zde od roku 1589 i vyučoval matematiku.